# حقیقت به زبان اعداد: داستان ویکی‌پدیا
حقیقت به زبان اعداد: داستان ویکی‌پدیا (به انگلیسی: Truth in Numbers: The Wikipedia Story) فیلمی مستند است که در سال ۲۰۱۰ منتشر شد. کارگردانی آن را نیک هیل و اسکات گلاسمن به عهده داشتند. این اولین فیلمی است که به طور کامل در مورد پدیده ویکی‌پدیا و مؤسس آن جیمی ولز و بنیاد ویکی‌مدیا ساخته شده‌است.